# 拉罗谢特 (阿尔代什省)
拉罗谢特（法語：La Rochette，法語發音：[la ʁɔʃɛt] ⓘ）是法国阿尔代什省的一个市镇，位于该省西北部，属于罗讷河畔图尔农区。

## 地理
拉罗谢特（44°54'58"N, 4°14'27"E）面积13.86 平方千米，位于法国奥弗涅-罗讷-阿尔卑斯大区阿尔代什省，该省份为法国东南部内陆省份，北起顺时针与卢瓦尔省、伊泽尔省、德龙省、沃克吕兹省、加尔省、洛泽尔省和上盧瓦爾省接壤。
与拉罗谢特接壤的市镇（或旧市镇、城区）包括：博雷、沙内阿克、圣克莱芒、绍代罗勒、莱塞斯塔布勒。

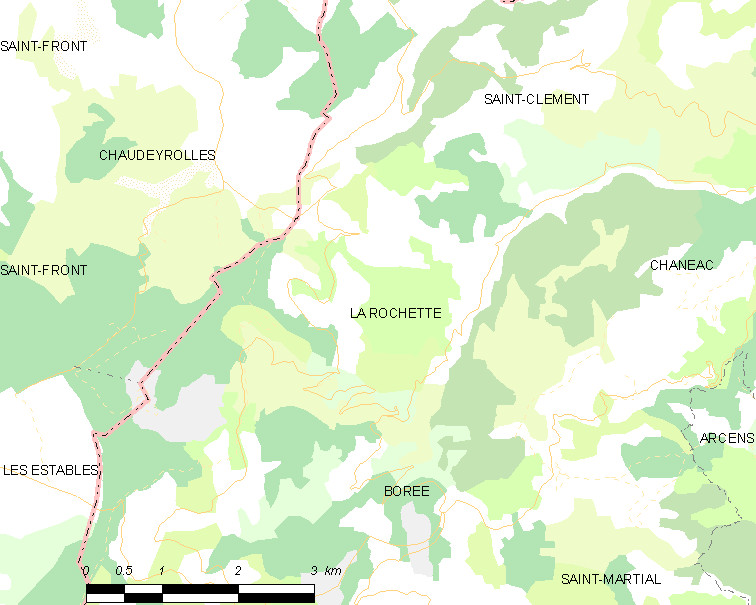
的OSM定位图

拉罗谢特的时区为UTC+01:00、UTC+02:00（夏令时）。

## 行政
拉罗谢特的邮政编码为07310，INSEE市镇编码为07195。

## 政治
拉罗谢特所属的省级选区为上埃里约县。

## 人口

1962-2008年间人口变化图示

拉罗谢特于2022年1月1日时的人口数量为63人。